# Bettina Wiesmann

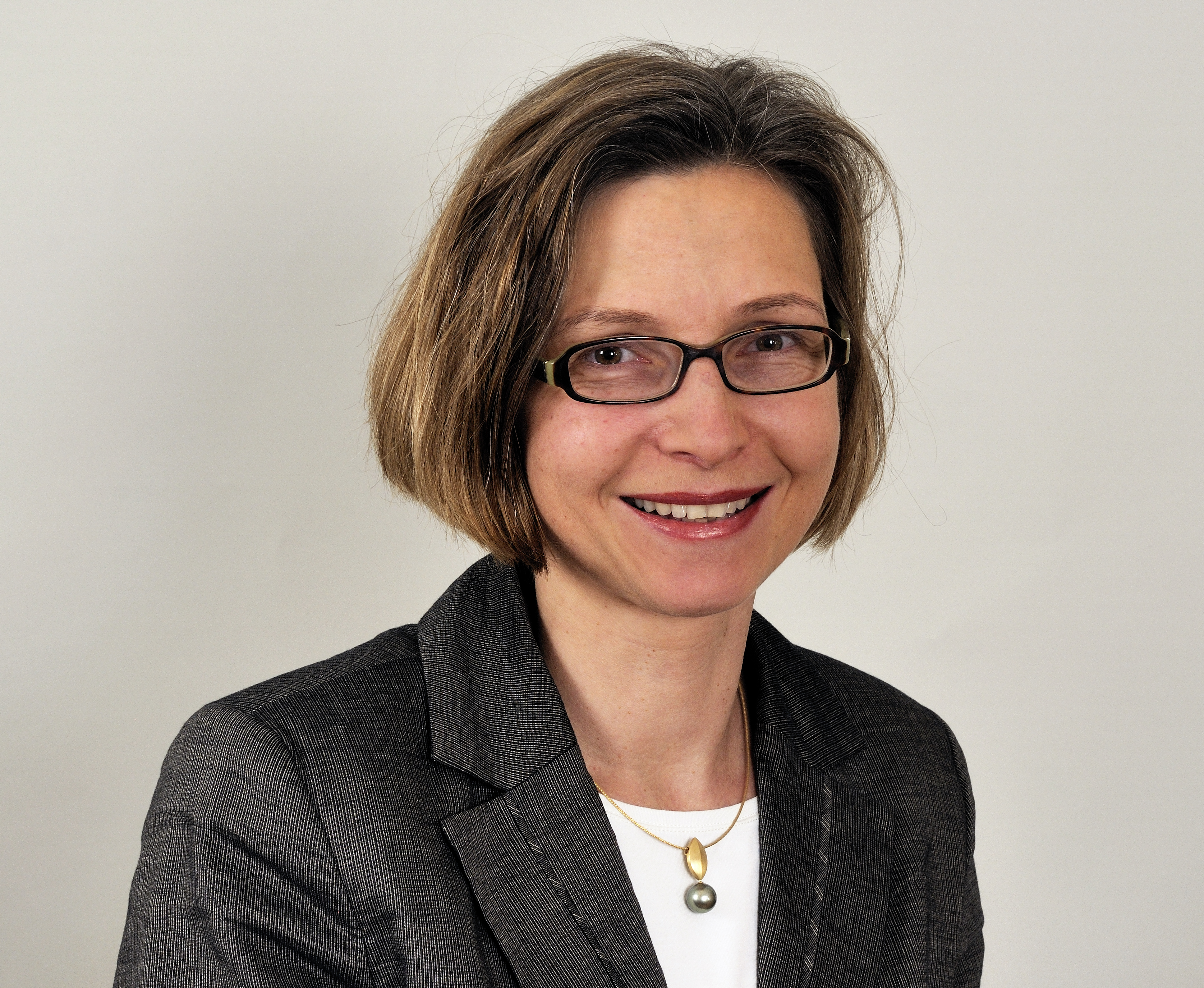
Bettina M. Wiesmann (2013)

Bettina Margarethe Wiesmann (* 20. Oktober 1966 in Berlin) ist eine deutsche Politikerin (CDU). Sie war 2017 bis 2021 sowie 2024 bis 2025 Mitglied des Deutschen Bundestages. Zuvor war sie von 2009 bis 2017 Mitglied des Hessischen Landtags.

## Leben
Bettina M. Wiesmann machte 1984 das kombinierte Abitur und Baccalauréat am Französischen Gymnasium in Berlin-Tiergarten und studierte anschließend Politikwissenschaften in Paris und London. Das Studium beendete sie mit Abschlüssen 1987 (Diplôme, Sciences Po) und 1989 (Master of Science, London School of Economics). 1995 kam noch ein MBA von der University of Pittsburgh hinzu.
Nach dem Studium arbeitete sie von 1990 bis 1992 als Referentin für Außenpolitik bei der Bundes-CDU. Seit 1993 ist sie als Unternehmensberaterin für Banken, Versicherungen und den öffentlichen Sektor bei McKinsey in Frankfurt, ab 2006 mit Führungsverantwortung. Ab 2007 war sie in Elternzeit, seit 2009 ruht ihr Arbeitsvertrag.
Bettina M. Wiesmann ist evangelisch-lutherisch, verheiratet und hat vier Kinder.

## Politik
Bettina M. Wiesmann ist Mitglied der CDU und arbeitete an den CDU-Präsidiumskommissionen Neue Soziale Marktwirtschaft (2001) und Herzogkommission (2003) mit. Sie war 2004 bis 2005 Mitglied im Bundesfachausschuss Bildung und Weiterbildung, 2005 in der Familienkommission, seit 2006 in der Grundsatzprogrammkommission, 2010–2013 im Bundesfachausschuss „Jugend, Familie, Bildung und Senioren“ und 2014–2015 in der Präsidiumskommission „Zusammenhalt stärken – Zukunft der Bürgergesellschaft gestalten“, deren AG „Familie“ sie leitete.
Von April 2006 bis Januar 2009  war sie Mitglied des Ortsbeirates 3 der Stadt Frankfurt am Main und dort seit Mai 2006 stellvertretende Ortsvorsteherin im Frankfurt-Innenstadt III vormals Ortsbezirk 3. Bei der Landtagswahl in Hessen 2009 gelang es ihr, eine knappe Mehrheit im Wahlkreis Frankfurt am Main V zu erreichen und in den hessischen Landtag einzuziehen. Bei den Landtagswahlen 2013 verteidigte sie ihr Direktmandat.
Bei der Aufstellung der Direktkandidaten für die Bundestagswahl 2017 im Frankfurt am Main II setzte sie sich überraschend durch und errang bei der Wahl im September 2017 das Direktmandat. Kurz nach ihrem Einzug in den Bundestag legte sie ihr Landtagsmandat nieder. Im 19. Deutschen Bundestag war Wiesmann ordentliches Mitglied im Ausschuss für Familie, Senioren, Frauen und Jugend, sowie in der Kinderkommission. Zudem gehörte sie als stellvertretendes Mitglied dem Finanzausschuss an.
Zur Bundestagswahl 2021 wurde Wiesmann erneut von der Frankfurter CDU als Direktkandidatin im Wahlkreis Frankfurt am Main II aufgestellt, verlor aber ihr Direktmandat an Omid Nouripour. Auf der Landesliste der CDU Hessen zur Bundestagswahl 2021 erhielt sie Platz 8, was zunächst nicht zum Wiedereinzug in den Bundestag ausreichte. Am 26. Januar 2024 rückte sie jedoch für Armin Schwarz in den Bundestag nach.
Im Januar 2022 kandidierte Wiesmann auf dem 34. Bundesparteitag ohne Erfolg für den CDU-Bundesvorstand. Im März 2022 kandidierte sie für den Kreisvorsitz der Frankfurter CDU, unterlag jedoch Uwe Becker.
Im Oktober 2024 unterlag Wiesmann bei der parteiinternen Nominierung für die Kandidatur im Wahlkreis Frankfurt am Main II bei der Bundestagswahl 2025.